# Поворот (фильм, 1930)
«Поворот» — советский немой художественный фильм 1930 года режиссёра Павла Петрова-Бытова.
Премьера фильма состоялась 25 мая 1930 года. Другое название — «Земля горит». Фильм считается утраченным.

## Сюжет
Крестьяне небольшого села мечтали возделать плодородную вершину сырта. Но к нему не было дороги. Бедняки и батраки поддержали прибывшего для коллективизации рабочего-двадцатипятитысячника, предложившего создать сельскохозяйственную артель и построить дорогу к плодородным землям.
Однако эта идея не понравилась местному кулаку Трухину. Он пустил в ход подкуп и прямое насилие. Однако успехи первых колхозников привели к повороту в сознании крестьян-середняков. Они стали вступать в сельскохозяйственную артель.
При попытке поджечь общественную постройку пойман и арестован Трухин. Колхозники получили первый урожай.

## В ролях
- Николай Мичурин — Трухин, бывший землевладелец
- Елена Егорова — Улька, его жена
- Георгий Уваров — Дёмкин
- Павел Курзнер — один из рабочих
- Николай Симонов — Ступин, середняк
- Татьяна Гурецкая — Даша, его жена

## Съёмочная группа
- Режиссёр: Павел Петров-Бытов
- Сценарист: Павел Петров-Бытов
- Оператор: Николай Ушаков
- Художник: Исаак Махлис

## Критика
Историк кино О. Ханеев писал, что фильм «был, судя по тогдашней прессе, встречен зрителем хорошо». 
Однако киновед Николай Иезуитов назвал фильм «вещью схематической и прямолинейной».
Критик и сценарист Михаил Блейман низко оценивал фильм, относя его к «посредственныем, рядовым, ремесленным картинам». Он указывал, что режиссёр неудачно пытался повторить успех своего фильма на схожую тему «Водоворот».
Ему вторила киновед Ирина Гращенкова, которая отмечала, что режиссёр отошёл «от той жизненной правды, к которой всегда стремился» и что «как справедливо заметил авторитетный питерский критик Адриан Пиотровский, „мы имеем слишком мало «Водоворотов»“».